# جوز أرمد
جوز أرمد (الاسم العلمي: Juglans cinerea) هو نوع من النباتات يتبع جنس الجوز من الفصيلة الجوزية.